# Skogssport
Skogssport var en tidskrift som bevakat orientering i Sverige. Tidningen utkom med tio nummer per år. Upplagan uppgick till 9 200 exemplar och antalet läsare till 25 000. Så sent som 2022 firade tidningen 75 år. I samband med jubiléet fick det anrika magasinet ett nytt namn – Orienteraren – och ett nytt utseende.